# Cameron Bock
Cameron Bock (Newport Beach, 18 de septiembre de 1998) es un deportista estadounidense que compite en gimnasia artística. En los Juegos Panamericanos obtuvo tres medallas, plata y bronce en 2019 y oro en 2023.

## Palmarés internacional
| Juegos Panamericanos | Juegos Panamericanos | Juegos Panamericanos | Juegos Panamericanos |
| Año                  | Lugar                | Medalla              | Prueba               |
| -------------------- | -------------------- | -------------------- | -------------------- |
| 2019                 | Lima (Perú)          | Medalla de plata     | Concurso por equipos |
| 2019                 | Lima (Perú)          | Medalla de bronce    | Paralelas            |
| 2023                 | Santiago (Chile)     | Medalla de oro       | Concurso por equipos |